# Eiersalade

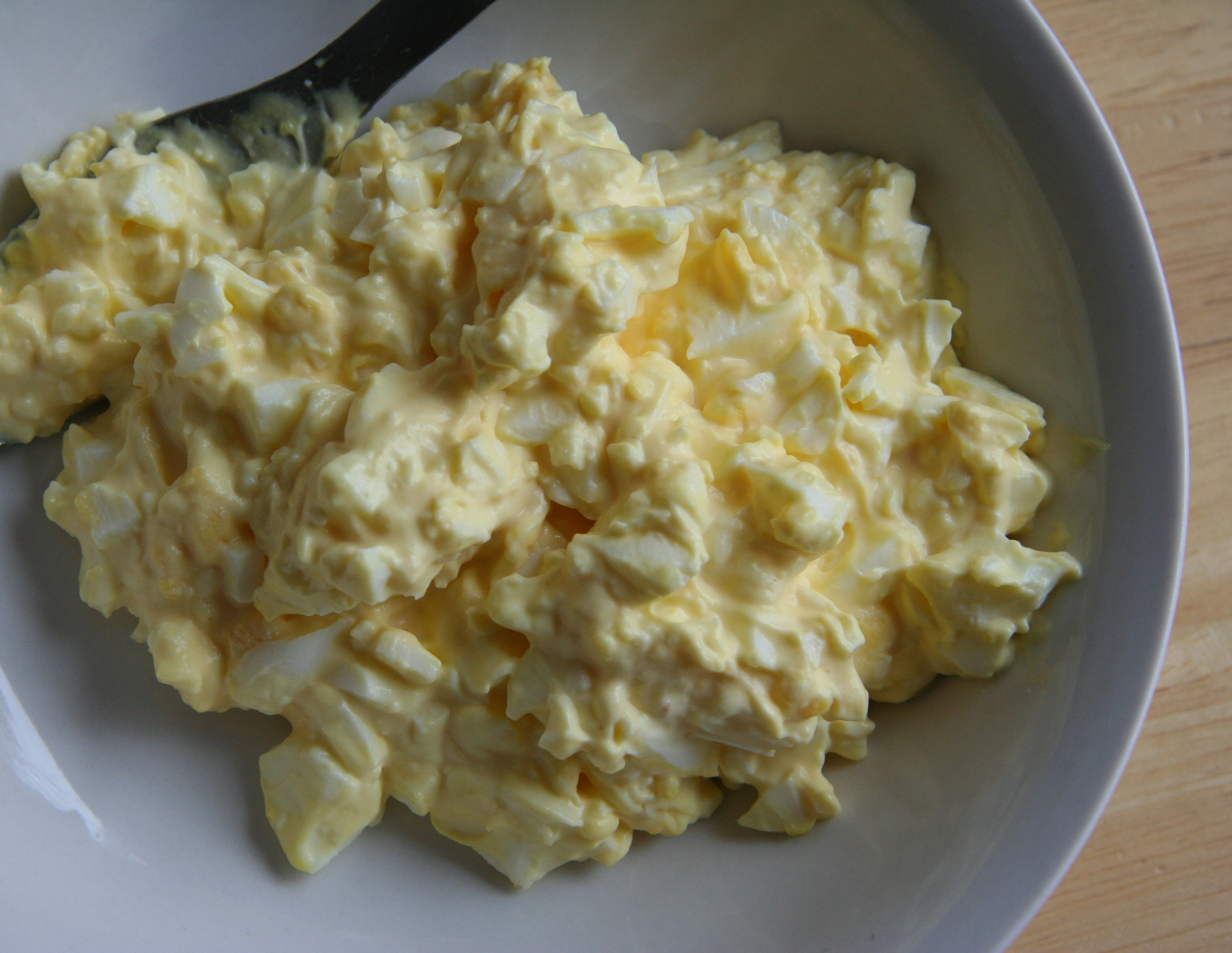
Eiersalade

Een eiersalade of eisalade is een gerecht gemaakt voornamelijk uit gehakte hardgekookte eieren en mayonaise. Daarnaast kan een typische eiersalade bestaan uit mosterd, gehakte selderij en ui, zout, zwarte peper en paprikakruiden. Bieslook, peterselie en kerstomaatjes zijn populaire toevoegingen aan de traditionele eisalade.

## Gebruik
Eiersalade wordt vaak gegeten in combinatie met (stok)brood, toast, wraps en groene salades. Eiersalades worden vaak als vulling gebruikt voor eiersandwiches.

## Geschiedenis
Een van de vroegst bekende gedrukte recepten voor sandwiches met eiersalade werd gepubliceerd in de 1896-editie van The Boston Cooking-School Cook Book, geschreven door Fannie Farmer.

## Verkrijgbaarheid
Eiersalade is in Nederland verkrijgbaar bij de supermarkt en bij horecagroothandels.